# Euphorbia lacei
Euphorbia lacei es una especie fanerógama perteneciente a la familia Euphorbiaceae. Es endémica de la India.

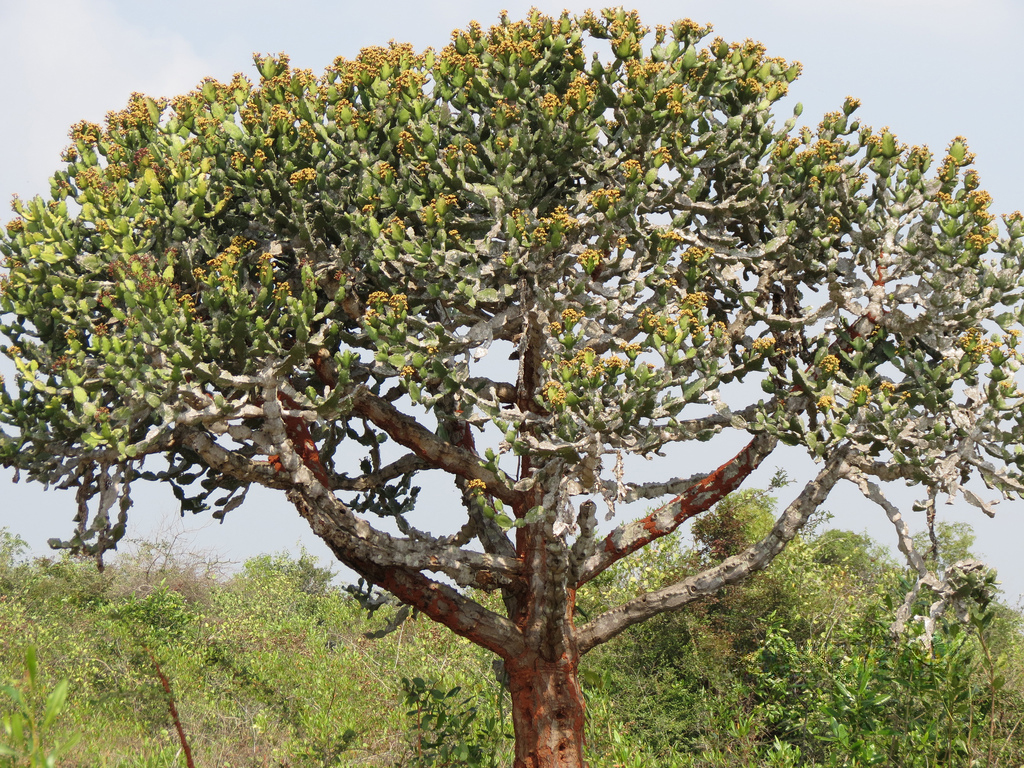
Vista de la planta

## Descripción
Es un arbusto perenne con tallo carnoso.

## Taxonomía
Euphorbia lacei fue descrita por William Grant Craib y publicado en Bulletin of Miscellaneous Information Kew 1911: 456. 1911.
Etimología
Euphorbia: nombre genérico que deriva del médico griego del rey Juba II de Mauritania (52 a 50 a. C. - 23), Euphorbus, en su honor – o en alusión a su gran vientre –  ya que usaba médicamente Euphorbia resinifera. En 1753 Carlos Linneo asignó el nombre a todo el género.
lacei: epíteto otorgado en honor del botánico inglés John Henry Lace (1857 - 1918), quien trabajó en el Servicio Forestal de la India y recogió plantas de Afganistán, India y Birmania.
Sinonimia
- Euphorbia barnhartii Croizat
- Euphorbia trigona Roxb.[4][5]